# Argyrophorodes dubiefalis
Argyrophorodes dubiefalis is een vlinder uit de familie van de grasmotten (Crambidae). De wetenschappelijke naam van deze soort is voor het eerst gepubliceerd in 1978 door Pierre Viette.
De soort komt voor in Madagaskar.